# Rimella
Rimella (walserdeutsch Remmalju, piemontesisch Rimela) ist eine Walsergemeinde mit 133 Einwohnern (Stand 31. Dezember 2023) in der italienischen Provinz Vercelli (VC), Region Piemont.

## Geographie
Das Gemeindegebiet umfasst die Talkessel des Landwassers und des Enderwassers und hat kein eigentliches Ortszentrum, sondern umfasst über ein Dutzend Weiler.
Die Ortsteile sind Chiesa (walserdeutsch zer Chilchu), Grondo (Grund), Pianello (en d Äggu), Prati (en Matte), Riva (Riwu), Roncaccio Inferiore (en du Nidru), Roncaccio Superiore (en dun Obru), Sant’Anna (Tossu, zum Trog, Erörtru), Sant’Antonio (zum Grazianu), San Gottardo (ä Runt), Sella (Ŝchattal), Villa Inferiore (Niderdörf) und Villa Superiore (Oberdörf).
Die Nachbargemeinden sind Bannio Anzino, Calasca-Castiglione, Cravagliana, Fobello und Valstrona.
Das Gemeindegebiet umfasst eine Fläche von 28 km².

## Geschichte und Sprache
Die damaligen Alpen Rimella und Rotunda wurden 1255 von drei Männern aus dem schweizerischen Wallis, nämlich Johannes aus Visperterminen sowie Ancelmus Sohn des Johannis de monte und Guillelmus aus Saas-Balen vom Kapitel San Giulio d’Orta gepachtet. Bereits ein gutes Jahr später gesellten sich zu diesen drei ersten Pächtern neun weitere ebenfalls mehrheitlich aus dem Wallis stammende Familienoberhäupter. Noch in den 1970er Jahren war Rimella deshalb eine ausschließlich walserdeutschsprachige Gemeinde, wobei Verwaltungs-, Schul- und Kirchensprache schon seit langem Italienisch sind.
Aufgrund seiner schwachen Wirtschaftsstruktur ist die Bergbauerngemeinde Rimella heute akut von Entvölkerung bedroht (1631: 964 Einwohner; 1831: 1381 Einwohner; 1900: 1232 Einwohner; 1943: 905 Einwohner; 1971: 320 Einwohner; 2001: 142 Einwohner; 2021: 133 Einwohner).

## Film
In der Dokumentation Peak – Über allen Gipfeln aus dem Jahr 2011 werden einige Bewohner Rimellas und ihre Lebenssituation geschildert. Hinzu kommen Filmprojekte von Studierenden der Universität Potsdam, in denen die Einwohner von Rimella und ihr Leben vorgestellt werden.